# Бонконте да Монтефельтро
Бонконте (Bonconte da Montefeltro) (ум. после 1236) — первый граф Урбино из рода Монтефельтро.
Сын некоего Монтефельтрано, умершего до 2 декабря 1216 г.
Упоминается в трёх хартиях: от 2 декабря 1216 г. — без титула, от 28 сентября 1228 и 11 сентября 1233 — как граф Урбино и Монтефельтро.
Имя и происхождение жены не известны. Двое детей:
- Таддео (ум. после 21 января 1252) — граф Монтефельтро,
- Монтефельтрано (ум. 1255), подеста Урбино.